# Batalla de Topolobampo
El Primer Combate Aeronaval en Topolobampo o Batalla de Topolobampo fue un combate naval librado entre el 4 de marzo a 14 de abril de 1914 en el puerto de Topolobampo, en el estado de Sinaloa, durante la Revolución mexicana (1910-1920).

## Antecedentes
Después de haber provocado la caída del presidente Francisco I. Madero, a quien hizo fusilar por Aureliano Blanquet, el General Victoriano Huerta se apoderó del poder legislativo en México. Su golpe de Estado suscitó la oposición de Venustiano Carranza, gobernador de Coahuila, que se puso a la cabeza del movimiento constitucionalista y empeñó la lucha armada contra el supuesto usurpador.
Las tripulaciones de los buques de guerra de la Armada Nacional observaban con pesar las constantes derrotas del ejército federal ante los revolucionarios constitucionalistas quienes cada día iban apoderándose de la mayor parte del norte del país y se acercaban peligrosamente a las costas, lo que comenzó a provocar deserciones entre los marinos.

## Batalla
El 14 de abril de 1914, el general Álvaro Obregón, jefe del Cuerpo de Ejército Constitucionalista del Noroeste, que se encontraba con sus tropas en Topolobampo, subió a bordo del cañonero ARM Tampico, dirigido por el Capitán Hilario Rodríguez Malpica. Conforme al protocolo, Rodríguez Malpica izó su pabellón al mástil más alto de su embarcación, señalando así la presencia de una personalidad importante.

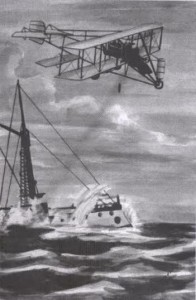
se lanzaron bombas rudimentarias desde un avión hacia los barcos.

Este hecho no escapó al capitán Ignacio Arenas, comandante de las cañoneras enemigas ARM Guerrero y ARM Morelos, que decidió atacar ante el levantamiento revolucionario del cañonero Tampico.
Arrinconado en un puerto, sin ninguna posibilidad de maniobra de huida, el Tampico estaba en una situación de derrota cuando el biplano Sonora, piloteado por el capitán Gustavo Salinas, asistido por el mecánico Teodoro Madariaga, comenzaron a atacar al Buque Guerrero por mandato del General Álvaro Obregón.
Privado, y con razón, de todo equipo antiaéreo, el buque Guerrero fue incapaz de rechazar este ataque totalmente inédito y comenzó una huida, para evitar la destrucción.
El Tampico, se reencontró con el buque Guerrero el 16 de junio de 1914. Esta vez no hubo intervención providencial y fue incendiado al final de una batalla encarnizada mientras que el capitán Malpica se suicidaba para evitar la cautividad y fusilamiento.